# Krim-Nachrichtenagentur
Die Krim-Nachrichtenagentur (QHA) ist die nationale Nachrichtenagentur des krimtatarischen Volkes. QHA liefert lokalen und ausländischen Medienorganisationen Nachrichten in ukrainischer, russischer, krimtatarischer, türkischer und englischer Sprache über Ereignisse im Zusammenhang mit den Krimtataren auf der Krim und in der Ukraine sowie der krimtatarischen Diaspora in aller Welt.
Die Agentur wurde von dem Geschäftsmann İsmet Yüksel und Gayana Yüksel in Simferopol gegründet. Die Agentur nahm ihren Sendebetrieb am 18. Mai 2006 in Simferopol auf. QHA wurde in der Ukraine vom Staatlichen Fernseh- und Rundfunkkomitee der Ukraine mit dem staatlichen Registrierungszertifikat Nr. 124 vom 14. März 2006 registriert. Insgesamt arbeiteten 9 Personen in dem Büro, darunter Gayana Yüksel, die erste Chefredakteurin, und İsmet Yüksel, der Geschäftsführer.

## Neue Strukturierung in Kiew
Nach der Besetzung der Krim durch Russland im Jahr 2014 sah sich die Agentur mit Einschränkungen ihrer Aktivitäten vor Ort konfrontiert und nahm eine Umstrukturierung vor: Sie verlegte im Juni 2015 ihren Sitz nach Kiew und eröffnete 2016 ein Verbindungsbüro in Ankara. Am 9. Mai 2016 sperrten die russischen Besatzungsbehörden den Zugang zur Website von QHA. Nach diesem Verbot wurden die Nachrichten mit Unterstützung der krimtatarischen Diaspora in der Türkei eine Zeit lang über Ankara ausgestrahlt. Im Juni 2015 wurde QHA in Kiew, der Hauptstadt der Ukraine, umstrukturiert. In dieser Zeit wurde die ukrainische Sprache zu den Sendesprachen hinzugefügt.

## Radio Hayat
Das 2017 innerhalb der QHA gegründete Radio Hayat nahm seinen Sendebetrieb in Kiew auf. Mit dem Büro des Radiosenders, in dem etwa 20 Personen beschäftigt waren, erhöhte sich die Zahl der QHA-Büros in Kiew auf zwei. Radio Hayat, das in der Region Cherson in der Ukraine auf der Frequenz 103,5 FM und online zu hören war, beendete seinen Sendebetrieb im Jahr 2019.

## Übernahme
Im Jahr 2018 wurde QHA von dem ukrainisch-tatarischen Geschäftsmann Rustem Umjerow gekauft. Nach der Übernahme hatten die QHA-Zentrale, das Büro in Ankara und Radio Hayat rund 70 Mitarbeiter, die inzwischen auf 30 reduziert wurden. Im Juli 2019 wurde Ahmet Özay zum Generaldirektor von QHA ernannt. Im Januar 2020 wurde Fevzi Hamzayev als Nachfolger ernannt. Heute hat QHA mehr als 30 Mitarbeiter in der Zentrale in Kiew und im Verbindungsbüro in Ankara. Die Nachrichtensendungen werden in Türkisch, Russisch, Ukrainisch und Englisch ausgestrahlt.